# Кожанська сільська рада
Кожанська сільська рада — колишній орган місцевого самоврядування у Оратівському районі Вінницької області з адміністративним центром у с. Кожанка.

## Населені пункти
Сільській раді були підпорядковані населені пункти:
- с. Кожанка
- с. Бартошівка

## Склад ради
Рада складалася з 14 депутатів та голови.

## Керівний склад сільської ради
| ПІБ                                                  | Основні відомості | Дата обрання          | Дата звільнення |
| ---------------------------------------------------- | --- | --------------------- | --------------- |
| Криворучко Лідія Іллівна                             | Сільський голова, 1971 року народження, освіта | 26.03.2006            | 31.10.2010      |
| Криворучко Лідія Іллівна Нагорний Євгеній Степанович | Сільський голова, 1971 року народження, освіта середня спеціальна, позапартійна Сільський голова, 1986 року народження, освіта вища, позапартійний | 31.10.2010 09.11.2015 | 09.11.2015      |

Примітка: таблиця складена за даними джерела